# Vins d'Argenteuil
 (juin 2011).
Si vous disposez d'ouvrages ou d'articles de référence ou si vous connaissez des sites web de qualité traitant du thème abordé ici, merci de compléter l'article en donnant les références utiles à sa vérifiabilité et en les liant à la section « Notes et références ».

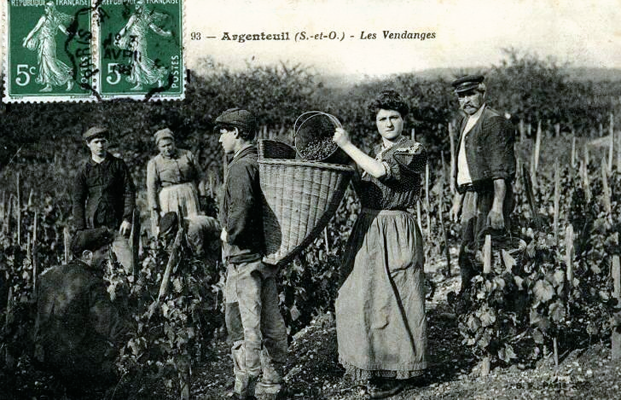
Vendanges à Argenteuil
au début du XXe siècle.

« Il se comparait lui-même à un homme qui goûterait coup sur coup, les échantillons de tous les vins et ne distinguerait bientôt plus le château Margaux de l’Argenteuil »
La citation est de Maupassant, on peut facilement juger de la réputation qu'avait, à la fin du XIXe siècle, le vin d'Argenteuil. Économique, produit sans grand soin, sans contrôle de l'alcoolémie (chaptalisation) et à partir des cépages les plus divers, le vin d’Argenteuil était plutôt mauvais, quoiqu'il y eût de grands crus.

## Histoire
Comme dans toute la France, la culture du vin arrive dans le Val-d'Oise avec les Romains (vers le IVe siècle). Plus tard ce sera l'abbaye de Saint-Denis, propriétaire des domaines de la butte, qui encouragera la production intensive de vin : les moines ont besoin de vin pour dire la messe mais aussi pour boire car à l'époque, les seules boissons saines sont alcoolisées : jusqu'à la fin du XIXe siècle, du reste, on se méfiera de l'eau, boisson vectrice de problèmes intestinaux ou de maladies graves telles que la dysenterie, la fièvre typhoïde ou le choléra (la meilleure connaissance des germes, le traitement de l'eau au chlore et l'amélioration des réseaux d'évacuation des eaux usées et des égouts finiront par rendre l'eau moins dangereuse...).
Ce que les moines ne boivent pas, ils le vendent sur le marché de Saint-Denis et peu à peu les coteaux de la butte de Cormeilles sont un des grands fournisseurs en vin de Paris et, surtout, de la Normandie et du Nord, qui n'ont pas de production.
Aux Xe et XIe siècles, jusqu'au XVIe siècle,  les vins d'Argenteuil ou de Pontoise étaient les vins que buvait les rois, notamment François Ier, ce dernier les  envoyait comme cadeaux diplomatiques. Quelques siècles plus tard, ils seraient notoirement connus comme très mauvais.
En 1577, les vins d’Île-de-France sont jugés de qualité trop faible et sont interdits d'entrée à Paris où l’on boit plus volontiers des vins de Loire ou d’Yonne.
Paradoxalement, cela rendra le vignoble francilien très prospère : sous Henri IV, les tavernes se multiplieront en banlieue, attirant les Parisiens en masse, car les vins consommés à Paris étaient excessivement taxés à leur entrée dans la capitale et coûtaient trois à quatre fois plus cher. C’est en 1682 dans le vignoble d'Argenteuil que l’on note pour la première fois parmi toutes les dénominations désignant les vins clairs, l’apparition du terme vin rosé.
À la veille de la Révolution, la ville d’Argenteuil dédie près de mille hectares de son territoire à la culture du vin : c'est, en fait, la plus grande commune viticole de France. Toutes ensemble, les villes voisines de Cormeilles-en-Parisis, La Frette-sur-Seine, Herblay, Franconville et Sannois en font autant, au total, les coteaux de la butte de Cormeilles produisent un peu moins de la moitié du vin val-d'oisien. Et le Val-d'Oise, aussi étonnant que cela puisse paraître à présent, était un producteur viticole considérable.

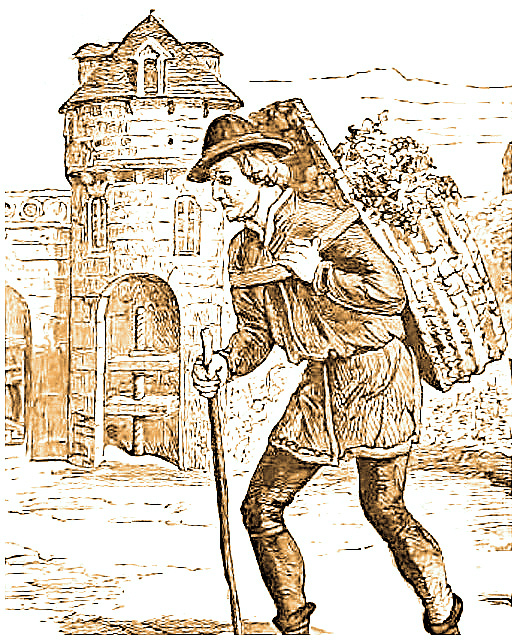
Vendanges a Argenteuil,
par Honoré Daumier (1856).

Pendant les États-Généraux de 1789, les habitants de Cormeilles réclament que leur vin ne soit plus taxé à Paris, avançant comme argument pour mériter une telle faveur le fait que… leur vin était de mauvaise qualité !
Après la Révolution, la France subit des disettes importantes : bon nombre des exploitations viticoles du Val-d'Oise devront se mettre à produire du blé. Sous l’Empire, les vignes reviendront sur la butte, mais seront vite affectées par des maladies cryptogamiques et par la concurrence des vins de la France entière : le chemin de fer arrive et permet les transports de marchandises sur de longues distances.
Pendant la guerre de 1870, l’ouest de Paris sera investi en masse par les Parisiens qui viennent profiter de leur dimanche à Argenteuil (entre autres) car la capitale, occupée par les Prussiens, est interdite de vin (on n’y boit que de la bière). L’occupation ne durera pas longtemps mais les Parisiens auront pris l'habitude du dimanche à la campagne, favorisé par le chemin de fer. On vient boire dans les guinguettes du bord de Seine ou, directement chez l’exploitant « à l’heure » (on boit autant que l’on veut, pour une somme payée d'avance, pendant une heure). Ce sera l’âge d'or d'Argenteuil ou de Chatou et la dernière époque de production de vin sur la butte de Cormeilles : quelques années plus tard, le phylloxéra ravagera les vignes de la France entière. Certaines régions ne s’en remettront pas, notamment l’Île-de-France. À Argenteuil, on cherche à sauver les meubles en plantant du Gamay, mais ce raisin n'est pas adapté au climat et le vin produit est parfois si mauvais qu'on le surnomme le « cramponne-toi-au-bord-de-la-table » ou encore « Piccolo » (ou « Picolo », d’où  vient le terme argotique « picoler »). Une chanson de 1877 évoque l'excursion hebdomadaire des parisiens qui vont à Argenteuil pour pique-niquer et surtout boire :

« Il fait un' faim d'ours polaire,
Une soif de chien perdu.
Ah ! Je comprends Esaü... 
Moi, je vendrais... ma bell' mère... 
Pour un pichet d'Argenteuil, 
qui vous tape, tape tape, 
Pour un pichet d'Argenteuil,
qui vous tap' dans l'œil. »

— Émile André, Le Bordeaux d'Argenteuil (chanson de 1877)

## Avenir

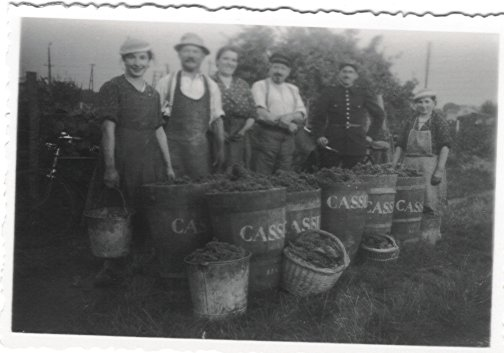
Vendanges à Argenteuil vers 1900.

Pendant les années 1960 et 1970, la commune d’Argenteuil s’est peuplée de manière accélérée, réduisant peu à peu la place réservée aux cultures. Bien que l'habitat soit moins dense à Cormeilles, Sannois ou La Frette, communes où le mouvement aura été le même et où peu à peu l’agriculture a laissé la place aux cités pavillonnaires. À partir des années 1980, les habitants de ces communes se sont rendu compte de ce qu’ils avaient perdu et quelques initiatives ont vu le jour : la ville de Sannois ou celle d’Argenteuil se dotent de « vignes municipales » cultivées par les services espaces-verts des municipalités — Argenteuil, d’ailleurs, vient de reprendre l’exploitation de Jacques Defresne, seul vigneron de la commune pendant les années soixante-dix, dont les enfants ne veulent pas perpétuer une tradition familiale pourtant ininterrompue depuis l’an 1342 !
La vigne actuelle d'Argenteuil produit chaque année, depuis 1999, une cuvée de pinot noir, ainsi qu'une cuvée de Chardonnay. La vigne de Sannois cultivée par M. Emberger, technicien viticole, produit depuis 2006 un vin blanc sec issu des cépages chardonnay et pinot gris.
Le développement récent d’une viticulture scientifique (qui a permis aux « petits vins » du Languedoc de gagner quelques galons par exemple) pourrait aboutir à l’arrivée d’un vin d’Argenteuil qui puisse se boire sans déplaisir, mais dont la production resterait évidemment anecdotique.

## Récompense
Le vin issu du cépage pinot noir reçoit la médaille d'or du vin rouge pour le millésime 2020, remise par le comité de coordination région Île-de-France des Confréries.

## Voir
- Jean-Étienne Delacroix, viticulteur à Argenteuil et artiste amateur qui a fait 8 000 dessins répartis en 30 carnets entre la fin du XIXe siècle et le début du XXe siècle.
- Vignoble d'Île-de-France